# Spathidexia setipennis
Spathidexia setipennis är en tvåvingeart som beskrevs av Townsend 1919. Spathidexia setipennis ingår i släktet Spathidexia och familjen parasitflugor.
Artens utbredningsområde är Guatemala. Inga underarter finns listade i Catalogue of Life.